# Casaseca de Campeán
Casaseca de Campeán és un municipi de la província de Zamora a la comunitat autònoma de Castella i Lleó. Limita al nord amb El Perdigón i Morales del Vino, al sud amb Villanueva de Campeán, a l'est amb Corrales del Vino i Peleas de Abajo, i a l'oest amb Pereruela.
| 1991 | 1996 | 2001 | 2004 |
| ---- | ---- | ---- | ---- |
| 188  | 165  | 142  | 135  |